# Teluk Buton
Teluk Buton is een bestuurslaag in het regentschap Natuna van de provincie Riau-archipel, Indonesië. Teluk Buton telt 278 inwoners (volkstelling 2010).